# Lluís III de Montpensier
Lluís III de Montpensier també Lluís III de Borbó o de Borbó-Vendome (Moulins-sur-Allier, 1513 - Champigny-sur-Veude, 1582) fou duc de Montpensier, comte de Forès, príncep de Dombes, senyor de Beaujeu i delfí d'Alvèrnia. Era fill de Lluïsa de Montpensier, germana del conestable de Borbó, i de Lluís de Borbó-Vendôme, príncep de la Roche-sur-Yon (principat que va correspondre a Lluís del 1520 a 1539 deixant-la després al seu germà Carles de Borbó-Vendôme).
El 1522 el seu oncle Carles III de Borbó, el conestable de Borbó, va abandonar al rei Francesc I de França i es va posar al servei de l'emperador Carles V del Sacre Imperi Romanogermànic, els seus feus van ser expropiats per la corona. A la mort del seu oncle (1427) la seva mare Lluïsa va reclamar el comtat de Montpensier i el delfinat d'Alvèrnia (i algunes senyories), que eren de dret propi i no formava part de l'herència dels dominis de Borbó recollida per Carles III; el 25 d'agost de 1527 el rei i Lluïsa i el seu fill (de catorze anys) van signar un tractat pel qual se li retornaven el Beaujolais, la senyoria de Dombes, el comtat de Forès i el Roanès però a la mort de Lluïsa havien de passar als dos fills més petits del rei per gaudir-ne com a llegat. La baronia de Mercoeur fou cedida a Antoni II, duc de Lorena i de Bar, casat amb Renata de Montpensier o Borbó-Montpensier, germana de Carles III (coneguda com a Renata de Mercoeur).
Al tractat de les dames el 1529, entre Lluïsa de Savoia i Margarida d'Àustria (duquessa de Savoia), es va establir que l'article del Tractat de Madrid (1526) referent al conestable de Borbó seria fet efectiu i, per tant, aquest va quedar rehabilitat ("per causa de mort") junt amb tots els seus lleials i servidors, per lletres patents presentades al Parlament el maig del 1530. El 17 de maig de 1530 el rei va cedir a Lluïsa de Montpensier i al seu fill Lluís príncep de la Roche sur Yon, el ducat de Châtellerault, la senyoria de Dombes, el comtat de Forès i el Beaujolais, a títol hereditari; a canvi d'aquesta concessió els fills del rei, ostatges a Madrid, foren alliberats; però el 1531 el rei va annul·lar la concessió i la va deixar en els termes anteriors. Va seguir un litigi fallat el 3 d'agost de 1537 pel qual es confirmava que Lluïsa i el seu fill no tenien cap dret a les antigues possessions de Carles III.
El 1538 va servir a la Provença i després a l'Artois contra Carles V del Sacre Imperi Romanogermànic, a les ordres del duc Anne de Montmorency.
El 1538 Lluís es va casar amb Jacqueline de Longwy, comtessa de Bar-sur-Seine, filla de Joan IV de Longwy senyor de Givri i Pagny, la mare del qual havia estat casada amb Felip Chabot, comte de Buzancais i de Charni, i molt estimat del rei, el qual va intercedir davant aquest lamentant la pobresa en què vivia Lluís príncep de la Roche sur Yon; això va tocar l'ànima del rei que per patent donades a Blois el mateix 1538 va concedir a Lluïsa el comtat de Montpensier i les senyories de la Tour, de la Buissiere i de la Roche-Regnier a canvi del qual abandonarien tota reclamació sobre els béns de la casa de Borbó (1 de setembre de 1538); per donar més força a l'arranjament el rei va elevar el comtat a ducat-pairia el febrer (confirmat pel Parlament el 6 de març de 1539); la capital fou Aigueperse.
Va servir en diverses campanyes de la guerra, combatent a la defensa de Boulogne contra els anglesos el 1550, a la batalla de Renty el 1554, i el 1557 era a Saint-Quentin on el seu cavall fou mort i va caure presoner.
Per una transacció de 27 de novembre de 1560, es van modificar els dominis reconeguts a Lluïsa i el seu fill, i al ducat de Montpensier es van afegir el delfinat d'Alvèrnia, el comtat de Forès, la baronia de Beaujeu i senyoria de Dombes. Carles IX, successor de Francesc II, va enviar l'acord al parlament el 17 de desembre però no fou enregistrat fins al 25 de juny de 1561, amb l'excepció que Dombes, que Francesc I havia erigit en principat sobirà amb un consell sobirà a Lió, i aquest fet havia estat enregistrat pel parlament l'abril de 1543 i el juliol de 1544 i, per tant, Dombes els fou cedit amb condició de principat sobirà. Lluís III de Montpensier va agrair al rei Carles la gràcia i aquest li va confiar els governs d'Anjou, Turena i Maine i va retornar a l'obediència del rei Angers, Tours, Saumur, Le Mans, Pons (Charente Marítim), Saint-Jean d'Angéli i La Rochelle afectades per les revoltes protestants. El mateix 1561 va morir la seva mare Lluïsa i va entrar en possessió plena de l'herència.
Vídua dues vegades quan li foren retornats els dominis, els va governar fins a la seva mort junt amb el seu fill Lluís III de Montpensier a qui van passar quan Lluïsa va morir el 1561. El mateix any va morir la seva esposa Jacquelina de Longwy (28 d'agost de 1561), que tenia simpaties pels hugonots. Des de llavors Lluís va esdevenir un dels més ferotges adversaris dels protestants, fins al punt que va perseguir als seus propis fills. Era tan cruel que es va fer odiar dels seus propis capitans. El 1563 va reconquerir Angulema i Cognac.
El 25 d'octubre de 1568 va derrotar els protestant a Messignac. El 1569 va vèncer a Montcontour i va participar en la batalla de Jarnac i fou nomenat governador de Bretanya. El 1570 es va casar amb Caterina de Lorena (1552-1596), filla de Francesc I, príncep de Joinville, duc de Guisa, marquès de Mayenne (1550-1563) i germana d'Enric de Guisa i de Carles II de Mayenne. Va contribuir a l'escalada de la massacre de Sant Bartomeu (massacre de la Saint-Barthélemy) l'agost del 1572. El 1573 va participar en el setge de la Rochelle. El 1574 va lluitar contra els protestants al Poitou. Encara lluitava al Poitou el 1575 quan va marxar a la coronació d'Enric III però va haver de retornar per no enfrontar-se al duc de Guisa que exigia una preeminència protocol·lària discutida. El setembre de 1577 va estar present a la pau de Poitiers. Va morir el 23 de setembre de 1582 al seu castell de Champigny i el va succeir el seu fill Francesc de Montpensier.

## Matrimoni i fills
Es va casar en primeres núpcies amb Jacquelina de Longwy, comtessa de Bar-sur-Aube (+1561) amb la que va tenir:
- Francesca (1539 -1587), casada el 1559 amb Enric Robert de la Marck, duc de Bouillon i príncep de Sedan (morta el 1574)
- Anna (1540 -1572), casada el 1561 amb Francesc II de Nevers, duc de Nevers (morta el 1562)
- Joana (1541 -1620), abadessa de Jouarre
- Francesc (1542 -1592), duc de Montpensier
- Carlota de Borbó-Vendôme (1547-1582), abadessa de Jouarre, es va fer protestant, es va retirar al Palatinat el 1571 i es va casar aquell mateix any amb Guillem I d'Orange-Nassau (morta el 1584), statuder del Països Baixos.
- Lluïsa (1548 -1586), abadessa de Faremoutier

Del seu segon matrimoni amb Catalina o Caterina de Lorena (morta el 1596) no va tenir fills.